# ماوريسيو ألونسو
ماوريسيو ألونسو (بالإسبانية: Mauricio Sebastián Alonso)‏ (12 فبراير 1994 بمونتفيدو في الأوروغواي - ) هو لاعب كرة قدم أوروغواني في مركز الهجوم. لعب مع إنستيتوسيون أتلتيكا سود أمريكا ‏ ونادي سيرو.

## روابط خارجية
- ماوريسيو ألونسو على موقع قاعدة بيانات كرة القدم.إي يو (الإنجليزية)
- ماوريسيو ألونسو على موقع Soccerway.com (الإنجليزية)